# 张恒贵
张恒贵（1964年—），男，汉族，英国曼彻斯特大学讲席教授，计算心脏动力学开拓者，中组部“千人计划”专家。

## 生平
1985年毕业于安徽师范大学物理系获学士学位。1985年至1988年，在中国科学技术大学与中国科学院安徽光学精密机械研究所攻读硕士学位。1991年至1994年，在英国利兹大学学习，获博士学位。现任英国曼彻斯特大学物理与天文学院讲席教授、哈尔滨工业大学计算机科学与技术学院首席教授、青岛海洋科学与技术国家实验室鳌山计划科学家。

## 学术贡献
主要从事计算心脏动力学、虚拟生理器官方面的研究工作，发表期刊与会议文章400多篇，其中SCI论文200多篇。主持英国EPSRC基金项目、欧盟第7框架项目、中国国家自然科学基金项目等20余项。2019年当选英国皇家人文艺术学会会士、英国皇家生物学会会士。